# Frederick C. Hicks

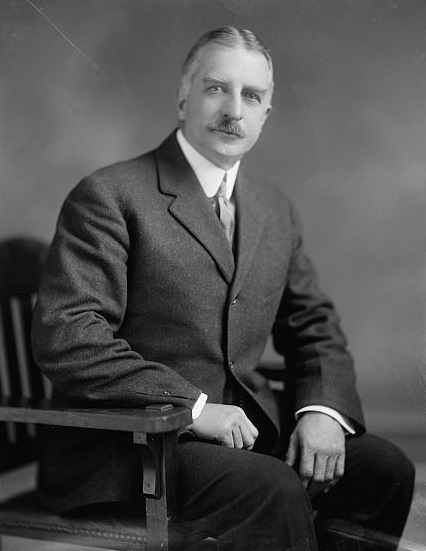
Frederick C. Hicks

Frederick Cocks Hicks II., ursprünglich Frederick Hicks Cocks, (* 6. März 1872 in Westbury, New York; † 14. Dezember 1925 in Washington, D.C.) war ein US-amerikanischer Politiker. Zwischen 1915 und 1923 vertrat er den Bundesstaat New York im US-Repräsentantenhaus.

## Werdegang
Frederick Cocks Hicks wurde ungefähr sieben Jahre nach dem Ende des Bürgerkrieges in Westbury geboren. Er besuchte öffentliche Schulen, das Swarthmore College (Pennsylvania) und die Harvard University (Massachusetts). Danach ging er Bankgeschäften nach. Er kandidierte erfolglos im Jahr 1912 um einen Kongresssitz im US-Repräsentantenhaus in Washington D.C. Bei den folgenden Kongresswahlen des Jahres 1914 wurde er als Republikaner im ersten Wahlbezirk in das US-Repräsentantenhaus gewählt, wo er am 4. März 1915 die Nachfolge von Lathrop Brown antrat. Er wurde drei Mal in Folge wiedergewählt. Da er im Jahr 1922 auf eine erneute Kandidatur verzichtete, schied er nach dem 3. März 1923 aus dem Kongress aus. Präsident Harding bot ihm dann eine diplomatische Position in Uruguay an, allerdings lehnte Hicks diese ab. Im folgenden Jahr war er der östliche Leiter der Republican National Committee Kampagne. Er wurde dann von Präsident Coolidge in die Kommission berufen, welche die Vereinigten Staaten bei der 100-Jahr-Feier der Schlacht von Aracucho in Lima (Peru) während des Dezembers 1924 vertrat. Am 10. April 1925 wurde er dann zum Alien Property Custodian ernannt, eine Stellung, die er bis zu seinem Tod am 14. Dezember 1925 innehatte. Er wurde auf dem Quaker Cemetery in Westbury beigesetzt. Sein Bruder war der Kongressabgeordnete William W. Cocks.